# Фосфорити
Фосфорити — осадова гірська порода морського походження, сформована головним чином з фосфату кальцію (Ca3(PO4)2), а також кварцу, кальциту, доломіту, халцедону, ґлауконіту, карбонатів, гідратів, оксидів заліза і т. і., другорядних мінералів — глинистих, алюмосилікатів, піриту, гідроксидів заліза та органічної речовини, зцементованих фосфатом кальцію або збагачених скупченням жовен чи оолітів.

## Історія
Видобуток фосфатів, головним чином для виробництва добрив, має історію, що сягає середини 19 століття. Англія була першим місцем для комерційного видобутку фосфатної руди, починаючи з 1847 року. Масштабні операції розпочалися у Сполучених Штатах, зокрема у Південній Кароліні, у 1868 році. З часом інші регіони, такі як Французька Північна Африка, Флорида та Західне фосфатне родовище Сполучених Штатів, стали значними виробниками. 
В Україні промислове розроблення родовищ фосфатних руд розпочато в 2-й половині 19 ст. 1870  поблизу Жмеринки (тепер Вінницька область) виготовляли  фосфоритове борошно, для помелу якого використовували  водяні млини. Продукція йшла переважно на експорт. 1912, після спорудження в м. Вінниці суперфосфатного заводу, почалася їх переробка на місці.

## Загальна характеристика
Найбільш поширений фосфатний мінерал — фторкарбонатапатит (франколіт). Вміст мінеральних домішок у фосфоритах несталий і коливається від 1–5 (високосортні) до 60 % (піщанисті). Породами, які містять фосфорити, є піски, глини, піщано-глинисті, а інколи мергелисті відклади, вапнисті пісковики і піщана крейда, вапняки, доломіти, опоки, кремені та ін. Фосфорити — кулясті шкаралупчасті аґреґати апатиту радіально-волокнистої будови серед осадових порід. Часто утворюють також пласти, які складаються з окремих жовен або фосфатних скупчень. Використовують головним чином для виробництва мінеральних добрив. Нижня межа вмісту P2О5 в фосфоритах умовно прийнята за 12 %. Фосфорити входять до складу фосфорних руд, застосовуються головним чином для виробництва фосфорних добрив. Основні запаси зосереджені в Марокко, США, РФ, Казахстані, Україні, Австралії і Перу.
За вмістом P2О5 розрізняють багаті (понад 24 %), середні (18–24 %) і бідні (менше 18 %) фосфорити. Вміст Al2O3, Fe2O3 та SiO2 має значення лише при хімічній переробці фосфоритів. Родовища фосфоритів відомі в Україні, РФ, Естонії, Казахстані, США, Бельгії, Франції.

## Утворення
Фосфорити утворюються переважно на мілководді поблизу зовнішнього краю шельфу, де піднімається холодна, багата на фосфати морська вода. Оскільки розчинність фосфату залежить від температури, і більше фосфату розчиняється в холодній воді, фосфат зв'язується як хімічними, так і біологічними процесами.
Переважно біологічне утворення фосфоритів відбувається кількома способами. Значна частина фосфоритів утворюється шляхом накопичення фосфору у фітопланктоні та екскрементах тварин або шляхом включення в тверді тканини, такі як кістки та хітинові панцири. Деякі відкладення вважаються продуктом метаболізму сіркобактерій.
Хімічне утворення фосфоритів відбувається внаслідок прямого осадження з морської води або метасоматичного включення фосфату в вапняні відкладення. Розчинення та повторне осадження фосфату відіграє важливу роль в утворенні вторинних відкладень фосфоритів. Прикладом пов'язаних, дуже різноманітних процесів є утворення фосфоритів з гуано в районах з великою кількістю опадів або фосфоритизація карстованих девонських вапняків у басейні Лан у Рейнських Сланцевих горах.

## Різновиди
За насиченістю фосфатами та текстурними особливостями фосфоритні руди поділяють на жовнові (конкреційні), зернисті, черепашкові і масивні мікрозернисті.
Жовнові фосфорити (конкреційні утворення) складаються з уламків зерен кварцу, глауконіту, кальциту та інших мінералів зцементованих мікрокристалічним або аморфним фосфатом. В Україні жовнові фосфати представлені Синичино-Яремівським (Харківська область), Незвиським (Івано-Франківська область), Жванським (Вінницька область) родовищами. Вміст P2O5 в них коливається від 12 до 38 %.
Зернисті фосфорити — породи, що містять різну кількість дрібних зерен або смужок фосфатів розміром до 2 мм, зцементованих глинисто-залізистим, кременистим або карбонатним цементом. Зернисті фосфорити містяться в Жванському родовищі. Потужність пластів родовищ становить від кількох десятків сантиметрів до 1–2 м, вміст P2O5 коливається від 7 до 16 %.
Черепашкові фосфорити — шари піщано-алевролітових порід з великим вмістом фосфатизованих черепашок. Потужність продуктивних шарів таких фосфатів становить 0,5–4 м, вміст P2O5 — 5–12 %.
Масивні мікрозернисті (пластові) фосфорити — однорідні породи, що містять мікрозерна і мікроконкреції фосфатної речовини розміром 0,01–0,1 мм, яки зцементовані фосфатно-карбонатним або фосфатно-кременистим цементом. За формою покладів — це пластові фосфорити потужністю до 10–15 м і високим вмістом P2O5 — 26–28 %.

## Фосфоритові родовища
Фосфоритові родовища треба розглядати як комплексні, бо крім фосфатної речовини, вони часто містять підвищені концентрації інших корисних компонентів. До них належать:
1. Глауконіт — значні концентрації цього мінералу характерні зазвичай для фосфоритів платформного типу. Так, в Єгор'євському фосфоритовому родовищі Московської області його вміст становить 10–70 %, а у Верхньокамському — 10–60 %.
2. Сполуки ванадію і рідкісних земель. Так, в одному з фосфоритоносних басейнів західних штатів США (у східному Айдахо і західному Вайомінгу) залягають фосфоритові пласти з вмістом 0,2–0,3 % V2O5, з яких доцільно видобувати ванадій.
3. Сполуки урану. В США (шт. Флорида та ін.) працює кілька установок на підприємствах, що переробляють фосфорити.

За походженням усі родовища фосфоритів є екзогенними утвореннями і поділяються вони на:
1. Морські осадові — біогенні, хемогенні, механічні (перевідкладені). Серед морських виділяють такі літогенетичні типи фосфоритів: мікрозернисті, зернисті, жовнові і черепашкові.
2. Континентальні осадові — залишкові, інфільтраційні, вторинні поклади (алювіальні, скупчення кісток і поверхневі). Серед континентальних фосфоритів виділяють фосфорити кори вивітрювання і органогенні — гуано.

## Видобуток і використання
Видобуток фосфоритних руд здійснюється в основному відкритим способом, рідше підземним.
Залежно від характеру сировини і її призначення фосфорити або розмелюють на борошно, або перетворюють їх хімічним способом у розчинні фосфати. І перші, і другі продукти використовують як добрива в сільському господарстві. При цьому фосфоритне борошно застосовують, головним чином, на кислих ґрунтах (підзолистих і тундрових).

## Фосфорити в Україні
В Україні поклади фосфоритів пов'язані переважно з крейдовими і палеогеновими відкладами. За промисловим значенням розрізняють перспективні і малоперспективні родовища. У минулому (1870–1934) велике значення мали родовища на Подністров'ї (в Галичині в Незвиськах, гол. у 1930-их pp.). Тепер до перспективних родовищ належать Синичино-Яремівське в Харківській обл. (промислові запаси 2 387 тис. т, середній зміст Р2O5 — 18 %). Фосфорити цих родовищ придатні для виробництва фосфоритного борошна. Малоперспективними є Малокомишуватське й Кременецьке в Харківській області, Андріївське, Тернівське, Краматорське, Черкасько-Знам'янське, Стецьківське в Сумській області. Родовища на Поділлі вже майже вичерпані.
Родовища та прояви фосфоритів відомі в межах Волино-Подільської плити, на північному сході і південному заході Дніпровсько-Донецької западини, окраїнах Донецького басейну, в Криму та Закарпатті. Стратиграфічно вони зв'язані з відкладами нижнього кембрію, верхньої крейди (головним чином, сеноману) і палеогену. За походженням — це первинні осадові або вторинні (механічно перевідкладені) фосфорити. Промислові поклади первинних фосфоритів сеноманського ярусу в північно-західній частині Волино-Подільської плити відомі біля с. Незвисько (Незвиське родовище). Вони утворюють тут два горизонти: нижній — у вапняках і верхній — у глауконітових пісках і пісковиках з потужністю відповідно 0,35–0,45 і 0,45–0,70 м і вмістом Р2О5: верхньому — до 8,53 % і нижньому — 5,7 %. Крім того важливим джерелом фосфатної сировини в Україні є родовища високофосфористих керченських залізних руд. Тривалий час потреби сільського господарства задовольнялися в основному за рахунок апатитового концентрату з Кольського півострова, тому подальше розвідування фосфатної сировини в Україні і її вивчення мають першорядне значення.

## Галерея

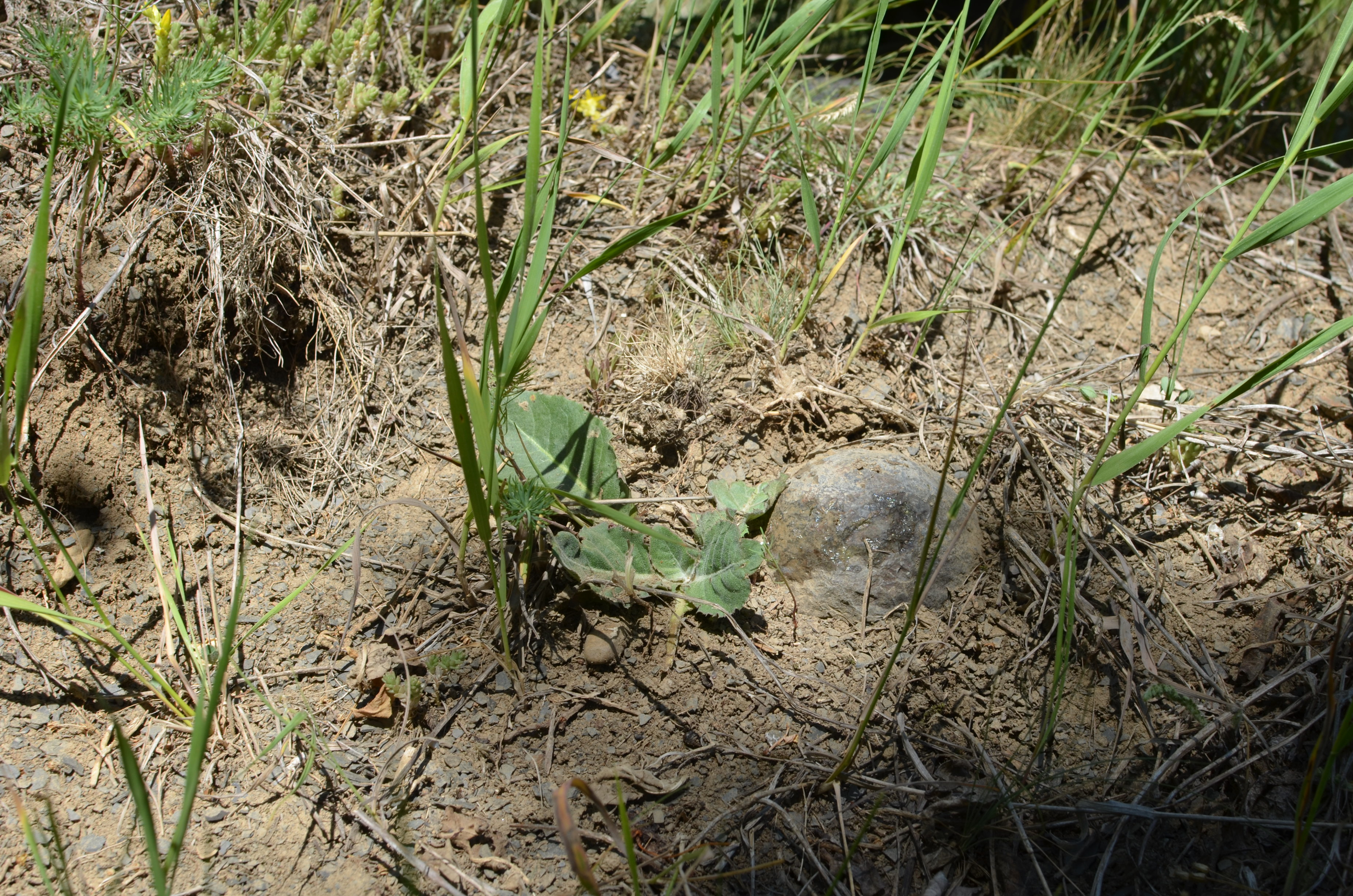
Фосфорит
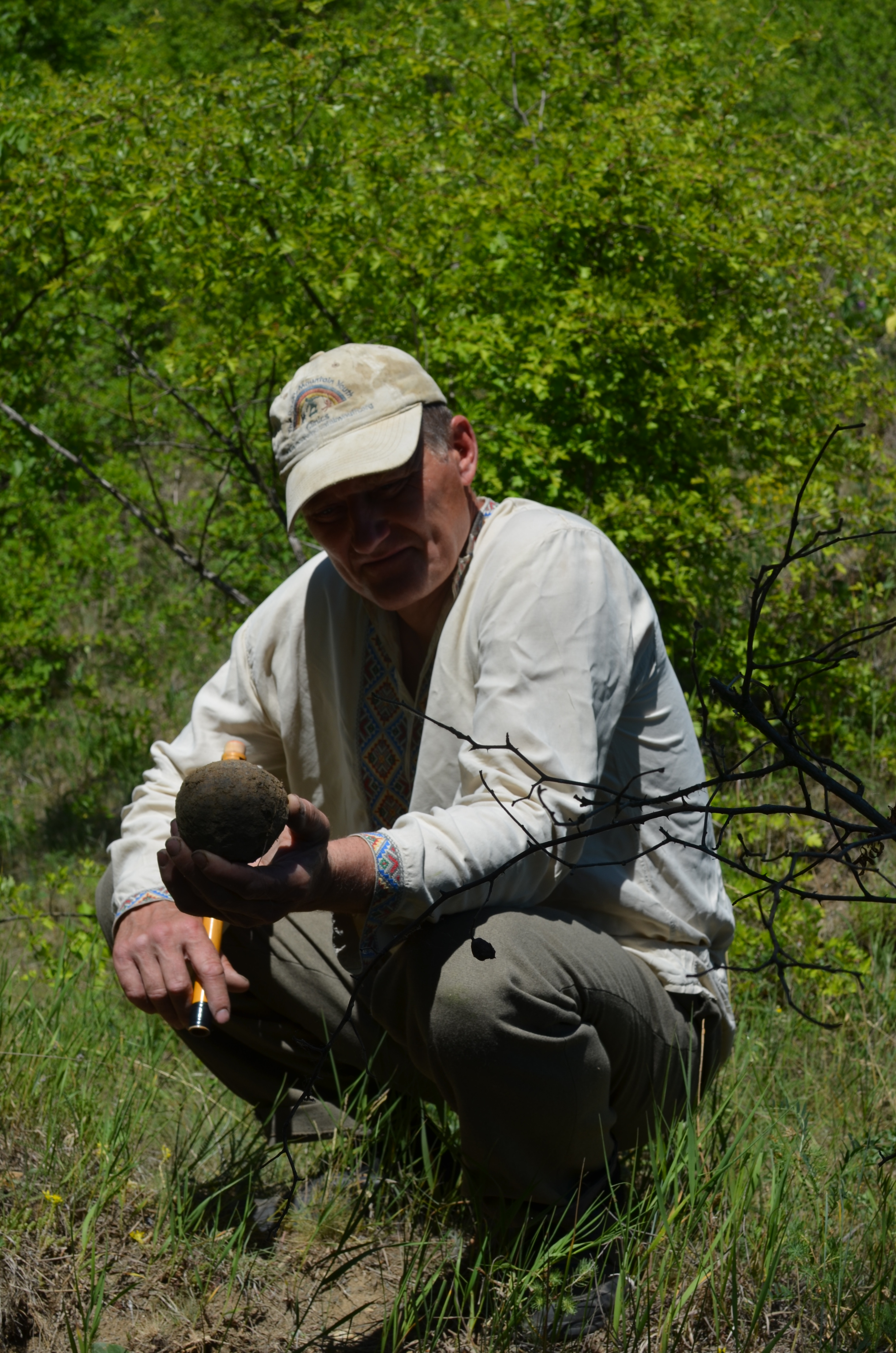
Краєзнавець Олександр Коваль тримає в руках фосфорит